# Dubai Darts Masters 2014
De Dubai Darts Masters 2014 was de tweede editie van de Dubai Darts Masters. Het toernooi was onderdeel van de World Series of Darts. Het toernooi werd gehouden van 29 tot 30 mei 2014 in het Dubai Tennis Centre, Dubai. Michael van Gerwen was de titelverdediger, en won ook deze editie van het toernooi door in de finale met 11-7 te winnen van de Schot  Peter Wright.

## Deelnemers
In tegenstelling tot andere World Series of Darts toernooien, doen er in de Dubai Darts Masters geen regionale qualifiers mee. Het deelnemersveld bestaat hier dan ook slechts uit 8 spelers, in plaats van de gebruikelijke 16 deelnemers in de andere World Series of Darts toernooien. De deelnemers waren:
- Michael van Gerwen
- Phil Taylor
- Simon Whitlock
- Adrian Lewis
- Dave Chisnall
- James Wade
- Peter Wright
- Raymond van Barneveld